# رينيه أوديت
رينيه أوديت هو كاهن كاثوليكي كندي، ولد في 18 يناير 1920 في مونتريال في كندا، وتوفي بنفس المكان في 12 يونيو 2011.